# Запах новой машины (Родина)
«Запах новой машины» (англ. «New Car Smell») — четвёртый эпизод второго сезона американского драматического телесериала «Родина», и 16-й во всём сериале. Премьера состоялась на канале Showtime 21 октября 2012 года.

## Сюжет
Сол (Мэнди Патинкин) показывает Эстесу (Дэвид Хэрвуд) видео с признанием Броуди. Сол и Эстес соглашаются шпионить за Броуди (Дэмиэн Льюис) в настоящее время, в надежде получить информацию о том, что замышляет аль-Каида. Они не говорят об этом ни одному в ЦРУ, кроме аналитика Питера Куинна (Руперт Френд), которому, как настаивает Эстес, будет поручена операция. Камеры установлены, чтобы наблюдать за Броуди в Здании офиса Рэйберна, а его телефоны прослушиваются. Вёрджилу (Дэвид Марчиано) и Максу (Мори Стерлинг) следить за Броуди, когда он находится вне зоны наблюдения. Кэрри (Клэр Дэйнс) и Куинн конфликтуют сначала; Кэрри удивлена тем, что аналитик, которого она даже никогда не встречала, управляет делами.
Броуди пытается извиниться перед Джессикой (Морена Баккарин) за свои действия, но Джессика требует объяснений. Броуди говорит, что он хочет сказать ей, но не может. Джессика ставит ему ультиматум: сказать ей "какую-нибудь правду" о том, что он замыслил, или спать в другом месте. Броуди просто уходит. Команде Куинна удаётся получить ленту для камер видеонаблюдения в отеле Эшфорд, где оказывается Броуди.
Куинн просит Кэрри наткнуться на Броуди, чтобы сделать его параноиком и надеясь заставить его связаться с его куратором. Кэрри встречает удивлённого Броуди за пределами Лэнгли. Она намекает, что она вернулась в ЦРУ в каком-то смысле. Броуди напуган после этой встречи. Он разговариеват с Ройей Хаммад (Зулейка Робинсон) и говорит ей, что Кэрри вернулась в ЦРУ, и это может касаться его. Ройя не так уж и уверена, предполагая, что Кэрри, возможно, просто вернули, чтобы преследовать Абу Назира.
Лодер (Марк Менчака) появляется в доме Броуди, разглагольствуя о Броуди и отказываясь уходить до тех пор, пока Броуди не вернётся домой. Джессика, желая выпроводить его из дома, звонит Броуди, который не отвечает. Когда Броуди наконец перезванивает через час, Джессика сердито говорит ему, что он нужен был ей час назад, и что Майк (Диего Клаттенхофф) помогает ей взамен. Майк отвозит Лодера домой и они обсуждают Броуди. Оба соглашаются, что Броуди больше не такой с тех пор, как он вернулся. Они предполагают, что Броуди и Уокер всегда были командой, и возможно вместе работали на кого-то, возможно на ЦРУ, в день, когда Уокер застрелил Элизабет Гейнс.
Когда он показывает некоторые из своих "привилегий" в качестве сына вице-президента, Финн (Тимоти Шаламе) ведёт Дану (Морган Сэйлор) внутрь Монумента Вашингтону, пока он закрыт на ремонт. Пока они наслаждаются видом округа Колумбии, Дана и Финн начинают целоваться, но Дана прерывается, сказав, что ей нужно поговорить с Ксандером, прежде чем двигаться дальше.
Броуди, в баре отеля, звонит Кэрри и приглашает её выпить и "зарыть топор войны". Воодушевлённая Куинном, Кэрри идёт в бар, и они заводят приятный разговор. Броуди признаётся, что он в ссоре с женой. Они обсуждают путь Кэрри к выздоровлению и то, как она точно идёт по горячим следам Абу Назира. Они расходятся, а Сол и Куинн поздравляют Кэрри с хорошо проделанной работой. Однако, Кэрри недовольна, будучи уверенной в том, что Броуди насквозь увидел её, из-за краткого момента гнева, который она показала в разговоре. Куинн не согласен и приказывает Кэрри вернуться в штаб-квартиру. Кэрри вместо этого идёт в номер Броуди. Она немедленно срывает прикрытие, гордо рассказывая Броуди, что она знает, кто он, охаивая всё, в чём он виновен и, наконец, называя его предателем и террористом. Куинн и Сол, наблюдая в недоумении, сразу же отправляют своих людей, чтобы задержать Броуди. Казалось бы, что он собирается причинить ей боль, Броуди говорит Кэрри, что она на самом деле нравилась ему, на что она отвечает: "Я любила тебя", оставляя его ошеломлённым, прежде чем команда Сола входит в комнату и арестовывает Броуди. Кэрри пытается сдерживать слёзы, когда она смотрит, как уводят Броуди.

## Производство
Сценарий к эпизоду был написан исполнительным продюсером Мередит Стим, а режиссёром стал Дэвид Семел.

## Реакция

### Рейтинги
Во время оригинального показа, эпизод посмотрели 1.75 миллионов зрителей, поднявшись в аудитории и став самым просматриваемым эпизодом до этого момента.

### Реакция критиков
Тодд Вандерверфф из The A.V. Club дал эпизоду оценку "A-" по силе сцен с Кэрри и Броуди вместе, сказав: "Я не понимал, как много я пропустил, наблюдая, как Броуди и Кэрри отскакивают друг от друга" и "кое-что о химии между Клэр Дэйнс и Дэмиэном Льюисом, которая повышается в каждой сцене, в которой они присутствуют."
Майкл Хоган из «The Huffington Post» похвалил способность «Родины» оставаться на шаг впереди ожиданий зрителей и не оставлять сюжетные линии висеть бесконечно. Хоган упомянул химию между Кэрри и Броуди, а также между Даной и Финном, как заслуживающая внимания.
Энди Гринуолд из Grantland.com описал сюжетные события как "захватывающие", а также "рискованные", в этом "Центральном танце между Кэрри и Броуди, ей трудно вывести его тёмную тайну в свет: Это определило «Родину», это был захватывающий двигатель, который довёз шоу от небытия платного кабельного телевидения до сцены «Эмми». Убрать это — или, что более вероятно, пересмотреть это — теперь ставит популярность и движущую силу «Родину» под угрозу."
Скотт Коллура из IGN высоко похвалил эпизод, дав рейтинг 9.3 из 10, ссылаясь на взаимосвязь между двумя главными персонажами как на особую точку. Коллуре понравился новый персонаж, Питер Куинн, сказав, что он "приносит освежающую дозу юмора в шоу."
«Entertainment Weekly» поставил "Запах новой машины" на второе место среди лучших эпизодов всего телевидения в 2012 году.